# Caroline Harrison
Caroline Lavinia Scott Harrison (Oxford, 1 de octubre de 1832-Washington D. C., 25 de octubre de 1892) fue una profesora de música, quien además fue la esposa del presidente Benjamin Harrison y primera dama de los Estados Unidos de 1889 a 1892.
Obtuvo fondos para una renovación extensa de la Casa Blanca y supervisó los trabajos. Interesada en la historia y la conservación, en 1890 ayudó a fundar la Sociedad Nacional de las Hijas de la Revolución americana (DAR) y sirvió como su primera presidenta general.

## Educación y vida tempranas
Caroline Lavinia Scott nació en Oxford, Ohio, la segunda hija de John Witherspoon Scott, un ministro presbiteriano y profesor de ciencia y matemáticas en la Universidad de Miami.
El Dr. Scott se había mudado a Miami más de dos décadas atrás, en 1845, cuando él y muchos otros profesores fueron despedidos después de una disputa con el presidente universitario, George Junkin, sobre la esclavitud; Junkin la apoyaba y Scott y los demás se oponían.
Su padre aceptó luego un trabajo como profesor de física y química en la Farmer's College y trasladó a su familia a College Hill, cerca de Cincinnati. Allí en 1848 Caroline conoció a Benjamin Harrison, uno de los alumnos de su padre. Comenzaron un noviazgo pero no se casaron hasta 1853.
En 1849, los Scott regresaron a Oxford, cuando el Dr. Scott fue seleccionado como el primer presidente del Oxford Female Institute. Se llevó a cabo en la anterior Temperance Tavern, la cual había sido adquirida en 1841. Su madre Mary Neal Scott se unió a la escuela como matrona y jefa de Economía Doméstica. Caroline se matriculó como estudiante, estudiando literatura inglesa, teatro, arte, y pintura. En su último año en 1852, se unió a la facultad como ayudante en Música de Piano.

## Cortejo

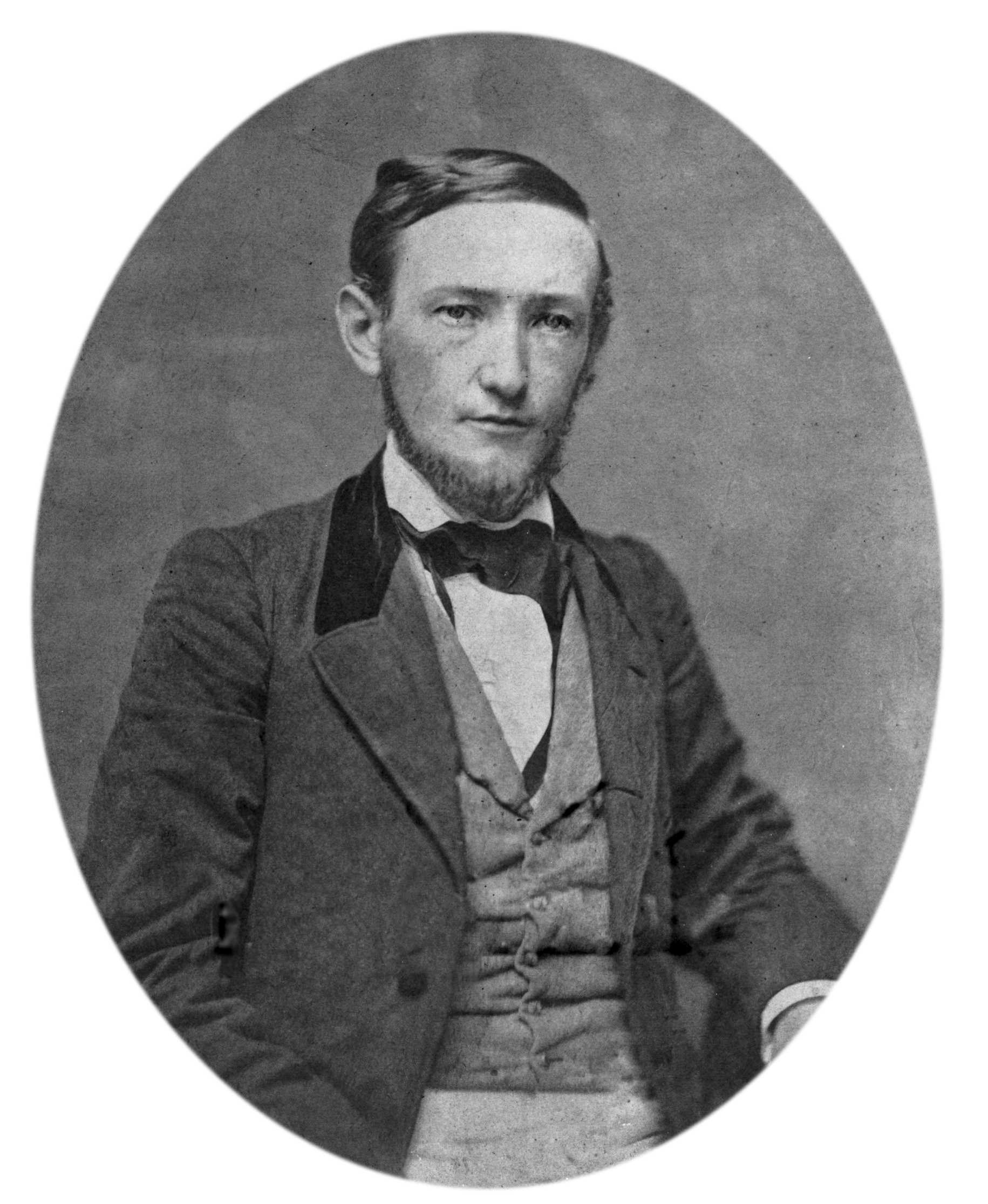
Benjamin Harrison, c. 1850.

Benjamin Harrison o Ben, como se le conocía, había estudiado con el doctor Scott en Farmer's College durante casi dos años. En 1850, se trasladó a la Universidad de Miami, tanto por su sólido programa académico como por estar cerca de Caroline. Los dos se enamoraron.
Caroline elegía a menudo a Ben como pareja de baile contra los deseos de su padre, un estricto presbiteriano que fruncía el ceño ante tales actividades. En 1852, durante el segundo semestre del último año de Ben, la pareja se comprometió. Decidieron posponer la boda mientras Ben estudiaba Leyes en la oficina legal Storer & Gwynne en Cincinnati, y ella terminaba la escuela. Se graduó en 1852 con un título en Música. Ese año se mudó a Carrollton, Kentucky para ejercer como profesora de música. Padeciendo una neumonía, regresó a Ohio poco después.

## Matrimonio y familia
Benjamin y Caroline se casaron el 20 de octubre de 1853 en su casa, oficiando su padre la ceremonia. Ella tenía 21 años. Los recién casados se fueron de luna de miel a North Bend, Ohio. Vivieron en casa de la familia Harrison durante un tiempo mientras ahorraban dinero. Se establecieron en Indianápolis, Indiana, después de que Benjamin completara sus estudios un año después y se estableciera como abogado.
Los primeros años de matrimonio fueron de esfuerzo. La pareja estaba poco junta, pues Benjamin trabajaba para establecer su práctica y estaba activo en organizaciones fraternales para construir su red de negocios. Cuando Caroline quedó embarazada, regresó a Oxford para quedarse con sus padres. Muchas mujeres jóvenes regresaban a casa para el primer parto, para tener la ayuda y experiencia de su madre. En 1854, nació su primer hijo, Russell.
Ella pronto regresó con él a Indianápolis. Poco tiempo después, un incendio destruyó la casa Harrison y todas sus pertenencias. La familia logró recuperarse financieramente después de que Benjamin tomó un trabajo manejando casos para una firma de abogados local cuyo fundador había decidido postularse para un cargo.
En 1858, Caroline dio a luz una hija, Mary Scott.

## Guerra civil
Con el inicio de la Guerra de Secesión, tanto Caroline como Benjamin buscaron ayudar en el esfuerzo de guerra. Caroline se unió a grupos locales como la Asociación de Mujeres Patrióticas y el Comité Sanitario de Damas, que ayudaron directamente a atender a los soldados heridos y recaudaron dinero para su cuidado y suministros. Al mismo tiempo, ella se unió al coro de la iglesia y criaba a sus dos hijos.
En 1862, Benjamin reclutó un regimiento de más de 1.000 hombres de Indiana. Inicialmente se le ofreció el mando, pero se negó debido a su falta de experiencia y fue comisionado como teniente segundo. Durante el día, entrenaba a sus hombres, y por la noche estudiaba estrategia militar. Después de dos años, fue comisionado como coronel y dirigió a los hombres en numerosos enfrentamientos. En 1865, fue ascendido al rango de general de brigada.
Después de la guerra, pasó la siguiente década practicando leyes y participando en política.

## Esposa de un político
Benjamin se postuló como gobernador de Indiana en 1876 y perdió. Cinco años más tarde, en 1881, la legislatura dominada por los republicanos lo eligió para el Senado de los Estados Unidos (pocos estados tuvieron elecciones populares para esta oficina). Él y su familia se mudaron a Washington D. C.; Caroline sufría de una salud pobre desde su lucha temprana con la neumonía, y no participó mucho en los eventos sociales de la capital. Apoyó organizaciones benéficas y dirigió la Sociedad de Ayuda del Hospital Garfield.
En 1888, el Partido Republicano nominó a Harrison como su candidato a la presidencia. Durante la campaña derrotó al titular Grover Cleveland.

## Primera dama de los Estados Unidos

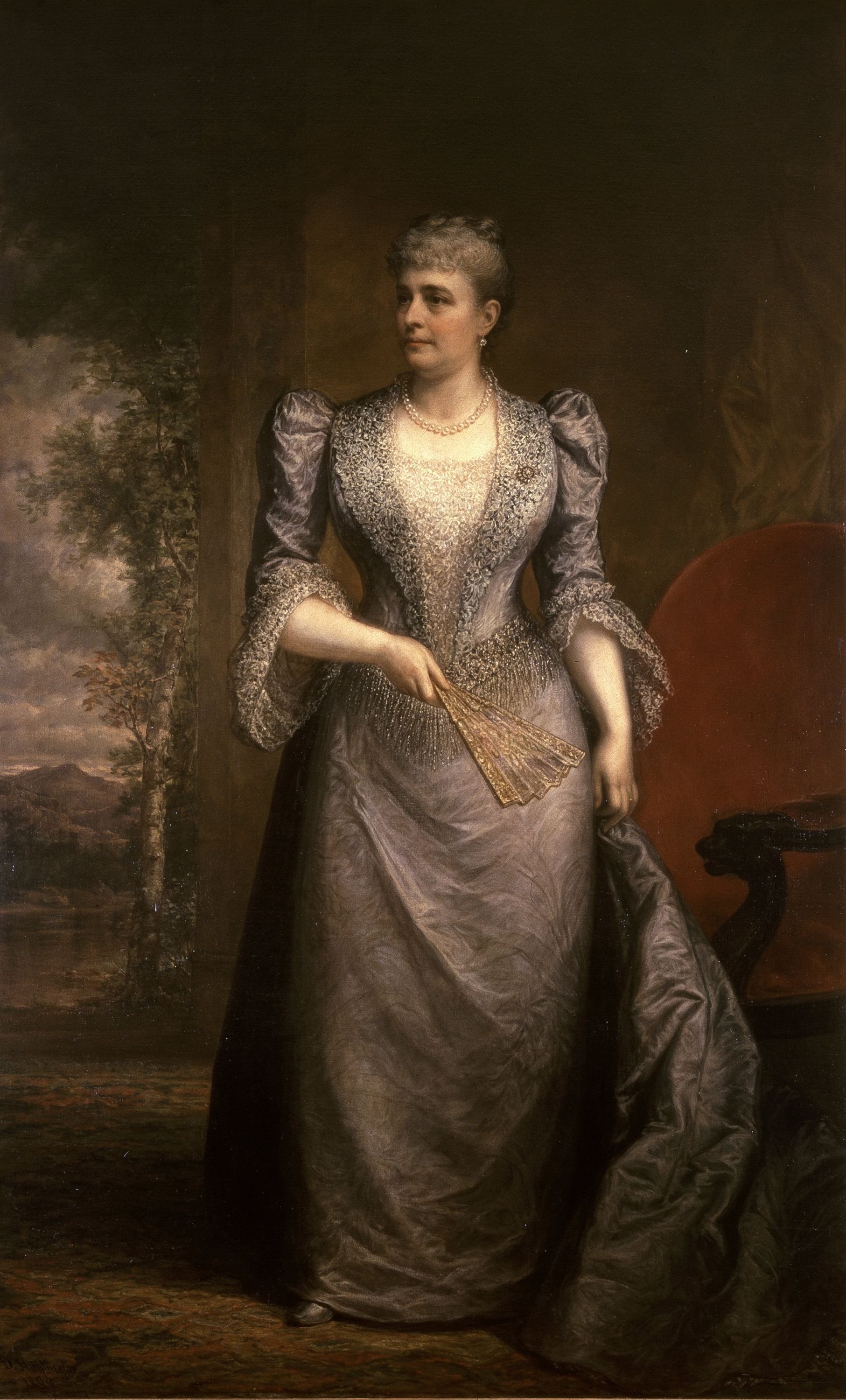
Retrato oficial en la Casa Blanca.

Durante la administración Harrison, su hija Mary Harrison McKee, sus dos hijos; el padre de Caroline, y otros parientes vivieron en la Casa Blanca. La primera dama intentó agrandar la abarrotada mansión, pero fracasó. Se aseguró $35.000 en apropiaciones del Congreso para renovar la Casa Blanca; y supervisó un extenso proyecto haciendo mejoras y renovaciones.
Hizo purgar la mansión de las poblaciones de roedores e insectos, colocó pisos nuevos, instaló nuevas tuberías, pintó y empapeló, y añadió más baños. En 1891 había instalado la novedosa electricidad pero estaba demasiado asustada para apagar los interruptores. Dejaba las luces encendidas toda la noche y un ingeniero del edificio las apagaba cada mañana.
En diciembre de 1889 Caroline Harrison levantó el primer árbol de Navidad en la Casa Blanca, ya que la costumbre se había vuelto popular. Introdujo el uso de orquídeas como la decoración floral oficial en las recepciones de estado. Artista talentosa, dirigió clases de pintura sobre porcelana en la Casa Blanca para otras mujeres; era un pasatiempo de moda entre las damas de la época.
Con otras mujeres de opinión progresista, ayudó a recaudar fondos para la Johns Hopkins University Medical School con la condición de que admitiera mujeres.
El centenario de la investidura de Washington como presidente en 1889 aumentó el interés de la nación en su pasado heroico, y en 1890 prestó su prestigio como primera dama fundando la Sociedad Nacional de las Hijas de la Revolución americana (NSDAR) sirviendo como su primera presidenta general. Se interesó especialmente en la historia de la Casa Blanca.

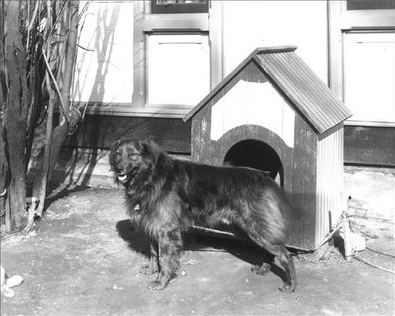
Caseta de perro y el perro residente Dash.

Tenía un perro llamado Dash, que era un collie mestizo. Se informó que siempre quería jugar con su dueño, pero Harrison no podía porque temía que sus colegas pensarían de él que era infantil.

## Enfermedad y muerte
La primera dama destacó por sus elegantes recepciones y cenas en la Casa Blanca. A finales de 1891, empezó una lucha contra la tuberculosis, para la cual no había más tratamiento entonces que reposo y buena nutrición.
Intentó cumplir sus obligaciones sociales pero, después de un empeoramiento de su condición, viajó en el verano de 1892 a las Montañas de Adirondack. El aire fresco se consideraba beneficioso para este tipo de pacientes. Cuando su estado se volvió terminal, regresó a la Casa Blanca, donde murió el 25 de octubre de 1892. Caroline Harrison tenía sólo 60 años al momento de su fallecimiento. Los servicios preliminares se llevaron a cabo en la Sala Este de la Casa Blanca, y su cuerpo fue regresado a Indianápolis para el funeral final en su iglesia.
Después del periodo de luto oficial, la hija de Harrison Mary McKee asumió los deberes de anfitriona para su padre durante los últimos meses de su mandato.
En 1896, Benjamin Harrison se casó con la sobrina de su difunta esposa y exsecretaria, la viuda Mary Scott Dimmick.

## Hijos
Los Harrison tuvieron un hijo y una hija sobrevivientes:
- Russell Benjamin Harrison (1854–1936) ingeniero, soldado, abogado, legislador estatal. Nacido en Oxford, Ohio, se graduó en ingeniería mecánica en la Lafayette University en Easton, Pensilvania, en 1877. Después de un breve empleo en una compañía de gas en Indianápolis, fue nombrado asistente de análisis en la Casa de Moneda de los Estados Unidos en Nueva Orleans y luego evaluador en Helena, Montana. En 1884, se casó con May Saunders, hija del senador Alvin Saunders de Nebraska. Hombre de variados intereses, crio ganado y publicó el Helena Daily Journal. Sirvió como secretario particular de su padre durante el mandato de Harrison como presidente. Posteriormente, fue presidente de una compañía de tranvías en Terre Haute, Indiana. Después de servir como oficial en la Guerra hispano-estadounidense, Russell Harrison fue nombrado inspector general para el Territorio Santiago y oficial de guerra para Puerto Rico. Más tarde se convirtió en abogado  y se desempeñó como el representante legal de México en los EE. UU. durante muchos años. Fue elegido y sirvió en ambas cámaras de la legislatura estatal de Indiana.
- Mary "Mamie" Scott Harrison-McKee (1858–1930). Nacida en Indianápolis, en 1884 se casó con J. Robert McKee, más tarde fundador y vicepresidente de la General Electric Company. Tuvieron dos hijos. Fue ayudante de la anfitriona en la Casa Blanca durante la administración Harrison, y se convirtió en la primera dama no oficial de su padre después de la muerte de su madre.

## Legado
Caroline Scott Harrison era miembro  n. 7 de las Hijas de la Revolución americana. Nacida en Ohio. Esposa de Benjamin Harrison, vigésimo tercer presidente de los Estados Unidos. Descendiente de John Scott y Saul Rea. Hija de John Witherspoon Scott y Mary Neal, su esposa. Nieta de George McElery Scott y Anna Rea, su esposa. Bisnieta de John Scott y Agnes McElery, su esposa. Tataranieta de John Scott y Jane Mitchell, su esposa. John Scott fue comisario general de la línea Pensilvania. También descendiente de Saul Rea, quién ocupó la oficina civil durante la Revolución y fue miembro del Congreso.